# Застрявший в ветчине
«Застрявший в ветчине» (англ. Spider-Ham: Caught in a Ham) — американский короткометражный анимационный супергеройский фильм 2019 года от компании Sony Pictures Animation, срежиссированный Мигелем Хироном по его же сценарию. Основан на комиксах Ларри Хэма, Тома ДеФалко и Марка Армстронга о Свине-пауке. Он создавался как приквел к анимационному фильму «Человек-паук: Через вселенные» (2018); мультфильм стал частью цифрового релиза «Через вселенные», состоявшегося 26 февраля 2019 года, а также пополнил дополнительные материалы его Blu-ray- и DVD-изданий, вышедших 19 марта. Джон Малейни вновь озвучил Свина-паука. 20 сентября 2019 года Marvel HQ добавила «Застрявшего в ветчине» на YouTube.

## Сюжет
Свин-паук собирается съесть хот-дог, однако его застаёт врасплох и похищает Доктор Кроудадди. Смышленому супергерою удаётся вывести злодея из себя, высмеивая его прозвище, одержать победу над ним и совершить побег. На обратном пути, Свин-паук попадает в портал, который переносит его в альтернативное измерение. Когда короткометражка заканчивается, из портала вылетает хот-дог.

## В ролях
- Джон Малейни — Свин-паук
- Аарон ЛаПланте — Доктор Кроудадди

## Производство
После успеха «Человека-паука: Через вселенные» его продюсеры Фил Лорд и Кристофер Миллер заявили, что они планируют расширить анимационную вселенную «Человека-паука» двумя дополнительными короткометражными фильмами, которые впоследствии будут добавлены в Blu-ray- и цифровое издания картины. В первую очередь дуэту был интересен спин-офф про Свина-паука; Лорд, в частности, хотел построить вокруг него «полноценную анимационную вселенную на телевидении». Продюсеры «Через вселенные» Эми Паскаль и Ави Арад также были заинтересованы в создании спин-оффа про этого персонажа. 18 февраля 2019 года Sony Pictures Animation дала «зелёный свет» проекту после проведения переговоров с актёром озвучивания Свина-паука Джоном Малейни.

## Восприятие
Критики высоко оценили короткометражный фильм. В своей рецензии для ScienceFiction.com Майк Фалин назвал его «довольно хорошим», отметив, что «версия „Свина-паука“ от Sony [была] чем-то средним между Багзом Банни от Чака Джонса и Даффи Даком Боба Клэмпетта». Рецензент издания Major Spoilers Эшли Робинсон похвалила персонажей короткометражки, а также озвучку Малейни.